# Final de la Copa Mundial de Clubes de la FIFA 2006
La final de la Copa Mundial de Clubes 2006 se disputó el 17 de diciembre de 2006 en el Estadio Internacional de Yokohama, Japón. Los dos ganadores de los partidos de semifinales, Internacional y Barcelona, se enfrentaron en un único partido que coronó al nuevo campeón del mundo, siendo el equipo sudamericano quien venció a su rival por 1-0, con gol de Adriano Gabiru a los 37 minutos de la etapa complementaria.
| Brasil          | vs. | España      |
| Internacional 1 | vs. | Barcelona 0 |
| --------------- | --- | ----------- |

## Antecedentes

### Sport Club Internacional
Internacional clasificó al torneo como ganador de la Copa Libertadores 2006, tras derrotar por 4-3 en el resultado global a São Paulo en la final. Ésta fue la primera vez que el cuadro gaúcho compitió en este certamen. Llegó a la final del campeonato tras derrotar al club egipcio Al-Ahly en las semifinales.

### Fútbol Club Barcelona
Barcelona clasificó al torneo como ganador de la Liga de Campeones de la UEFA 2005-06, tras derrotar por 2-1 al Arsenal inglés en la final. Ésta fue la primera vez que el cuadro catalán compitió en este certamen. Anteriormente, disputó en una sola oportunidad la Copa Intercontinental, con una derrota (1992).  Llegó a la final del campeonato tras derrotar al club mexicano América en las semifinales.

## Desarrollo
El partido comenzó con un ida y vuelta, en dónde el conjunto catalán de a poco comenzaba a dominar el juego.
A los 16 minutos, el brasilero Índio mandó la pelota al saque de esquina, luego de que Zambrotta mandara un centro al ras del suelo. Tres minutos después Clemer detuvo un remate de van Bronckhorst y luego, en el rebote, uno de Ronaldinho. Siete minutos luego, Deco habilitó a Giuly quién mandó un centro a la cabeza de Guðjohnsen, pero este no le acertó a la portería. A los 26, el mismo delantero remató dentro del área, pero se fue por encima del travesaño. El conjunto sudamericano intentaba jugar de contra, pero la buena defensa del equipo español evitó que los jugadores brasileños avanzaran en el campo de juego. Recién a los 38 minutos el club de Porto Alegre volvió a arrimar peligro en la portería rival, luego de una buena combinación entre Wellington Monteiro e Índio, en donde el defensor falló en la definición.
En la segunda parte, Xavi (quien había ingresado en lugar de Thiago Motta) tuvo dos posibilidades de gol, a los 19 y otra al minuto después.
A los 37, Iarley le ganó a Puyol en la mitad de la cancha y se la pasó al recién ingresado Adriano Gabiru quien remató ante la salida de Valdés anotando el primer tanto del encuentro.
Dos minutos después Clemer evitó que Guðjohnsen empatara el encuentro. Faltando pocos minutos Ronaldinho estrelló un tiro libre en el poste derecho del arquero brasileño. El pitazo final marcó el desenlace del encuentro coronando al Internacional campeón del mundo por primera vez en su historia.

## Ficha del partido
| 1          | Guardameta     | Clemer              |     |
| 2          | Defensa        | Ceará               |     |
| 3          | Defensa        | Índio               |     |
| 4          | Defensa        | Fabiano Eller       |     |
| 15         | Defensa        | Rubens Cardoso      |     |
| 8          | Centrocampista | Edinho              |     |
| 5          | Centrocampista | Wellington Monteiro |     |
| 7          | Centrocampista | Alex                | 46' |
| 9          | Centrocampista | Fernandão           | 76' |
| 10         | Delantero      | Pedro Iarley        |     |
| 11         | Delantero      | Alexandre Pato      | 61' |
| Entrenador | Entrenador     | Abel Braga          |     |

| 1          | Guardameta     | Víctor Valdés            |     |
| 11         | Defensa        | Gianluca Zambrotta       | 46' |
| 4          | Defensa        | Rafael Márquez           |     |
| 5          | Defensa        | Carles Puyol             |     |
| 12         | Defensa        | Giovanni van Bronckhorst |     |
| 3          | Centrocampista | Thiago Motta             | 59' |
| 20         | Centrocampista | Deco                     |     |
| 24         | Centrocampista | Andrés Iniesta           |     |
| 8          | Delantero      | Ludovic Giuly            |     |
| 7          | Delantero      | Eiður Guðjohnsen         | 88' |
| 10         | Delantero      | Ronaldinho               |     |
| Entrenador | Entrenador     | Frank Rijkaard           |     |

| 17 | Centrocampista | Fabián Vargas  | 46' |
| 18 | Delantero      | Luiz Adriano   | 61' |
| 16 | Delantero      | Adriano Gabiru | 76' |

| 2  | Defensa        | Juliano Belletti | 46' |
| 6  | Centrocampista | Xavi Hernández   | 59' |
| 18 | Delantero      | Santi Ezquerro   | 88' |

| Anotado | 82' | Adriano Gabiru | 1–0 |

| Amonestado | 45'   | Índio          |
| Amonestado | 84'   | Adriano Gabiru |
| Amonestado | 90+3' | Pedro Iarley   |

| Amonestado | 55' | Thiago Motta |

| Árbitro             | Carlos Batres          |
| Árbitros asistentes | Carlos Pastrana        |
| Árbitros asistentes | Leonel Leal            |
| Cuarto árbitro      | Subkhiddin Mohd Salleh |

| 1          | Guardameta     | Clemer              |     |
| 2          | Defensa        | Ceará               |     |
| 3          | Defensa        | Índio               |     |
| 4          | Defensa        | Fabiano Eller       |     |
| 15         | Defensa        | Rubens Cardoso      |     |
| 8          | Centrocampista | Edinho              |     |
| 5          | Centrocampista | Wellington Monteiro |     |
| 7          | Centrocampista | Alex                | 46' |
| 9          | Centrocampista | Fernandão           | 76' |
| 10         | Delantero      | Pedro Iarley        |     |
| 11         | Delantero      | Alexandre Pato      | 61' |
| Entrenador | Entrenador     | Abel Braga          |     |

| 1          | Guardameta     | Víctor Valdés            |     |
| 11         | Defensa        | Gianluca Zambrotta       | 46' |
| 4          | Defensa        | Rafael Márquez           |     |
| 5          | Defensa        | Carles Puyol             |     |
| 12         | Defensa        | Giovanni van Bronckhorst |     |
| 3          | Centrocampista | Thiago Motta             | 59' |
| 20         | Centrocampista | Deco                     |     |
| 24         | Centrocampista | Andrés Iniesta           |     |
| 8          | Delantero      | Ludovic Giuly            |     |
| 7          | Delantero      | Eiður Guðjohnsen         | 88' |
| 10         | Delantero      | Ronaldinho               |     |
| Entrenador | Entrenador     | Frank Rijkaard           |     |

| 17 | Centrocampista | Fabián Vargas  | 46' |
| 18 | Delantero      | Luiz Adriano   | 61' |
| 16 | Delantero      | Adriano Gabiru | 76' |

| 2  | Defensa        | Juliano Belletti | 46' |
| 6  | Centrocampista | Xavi Hernández   | 59' |
| 18 | Delantero      | Santi Ezquerro   | 88' |

| Anotado | 82' | Adriano Gabiru | 1–0 |

| Amonestado | 45'   | Índio          |
| Amonestado | 84'   | Adriano Gabiru |
| Amonestado | 90+3' | Pedro Iarley   |

| Amonestado | 55' | Thiago Motta |

| Árbitro             | Carlos Batres          |
| Árbitros asistentes | Carlos Pastrana        |
| Árbitros asistentes | Leonel Leal            |
| Cuarto árbitro      | Subkhiddin Mohd Salleh |

| \| Estadísticas \| \| \| \| Tiros \| 10 \| 17 \| \| Tiros al arco \| 2 \| 6 \| \| Faltas \| 25 \| 15 \| \| Tiros de esquina \| 2 \| 11 \| \| Tiros libres \| 0 \| 2 \| \| Penales \| 0 \| 0 \| \| Fueras de juego \| 5 \| 1 \| \| Posesión del balón \| 43% \| 57% \| | Alineación inicial |                   |
| Estadísticas | Bandera de Brasil  | Bandera de España |
| Tiros | 10                 | 17                |
| Tiros al arco | 2                  | 6                 |
| Faltas | 25                 | 15                |
| Tiros de esquina | 2                  | 11                |
| Tiros libres | 0                  | 2                 |
| Penales | 0                  | 0                 |
| Fueras de juego | 5                  | 1                 |
| Posesión del balón | 43%                | 57%               |

|                             |
| Bandera de Brasil           |
| Campeón S. C. Internacional |
| 1.er título                 |

## Comentarios después del Partido
Es una alegría inmensa entrar y hacer el gol del título para ser campeón del mundo. Todos hablaban del Barcelona y sus grandes figuras, que las tiene, pero este Inter consiguió una merecida victoria. En el momento de entrar Braga me dijo que jugara tranquilo, que confiaba en mí. Gracias a Dios le pude cumplir. Demostramos que somos un buen grupo de jugadores y que en el grupo todos somos importantes.
Adriano Gabiru, autor del gol

Esta es la satisfacción más grande que uno se puede imaginar, una alegría enorme para nosotros, para el club y para la torcida, sobre todo porque era un título que la institución no tenía.  El partido salió como lo habíamos planeado, marcando bien para luego hacer nuestro juego. Aprovechamos bien un contraataque, pero creo que si hubiéramos tenido un poco de coraje, las cosa nos podrían haber salido mejor.
Clemer, arquero del Internacional

Nosotros estábamos jugando mejor pero no convertimos las oportunidades que tuvimos. El Inter defendió bien y lo definió con una contra. Sabíamos que iba a ser así, pero como marcó casi al final del partido, no tuvimos mucho tiempo para reaccionar. ¿Vieron por qué decíamos que no éramos favoritos? Y no se puede hablar de merecimientos: si lo ganaron, lo merecían.
Deco, elegido el mejor jugador de la final y del torneo

Ellos se replegaron muy bien y no nos dejaron circular la pelota. Sabíamos que íbamos a tener por delante un muy buen equipo. Si lo merecieron o no, ahora no importa. Ellos ganaron y eso es lo que cuenta. Creo que nosotros dejamos una buena imagen, y si bien de todas las derrotas se saca algo positivo, no es el momento de analizarlas. Esperaremos que se nos pase para bronca para eso.
Carles Puyol, jugador del FC Barcelona